# 田中律子
田中律子（1971年7月17日—），日本女演员、艺人、歌手。本名和艺名相同。东京都生人。非盈利环保组织aqua-planet理事长。

## 简介
就读于日出初中、高中，后转入堀越高等學校，并在该校毕业。
出演广告及电视综艺节目，电视剧及电影。

### 出身
家里经营理发店。
高中就读于东京目黑的日出女子高等學校，有一天她没绑头发走在街上时，被她的班主任老师看到了。由于该校的校规很严，老师命令田中律子，要么剪头发要么就别来上学了。而她并没有剪发，在次月转学到了堀越高等學校（位于东京中野）。

### 演艺经历
在东京町田市的小田急百货店被伯克斯事务所的星探发现，并以此出道。以彩照登上了杂志《投稿写真》，并且成为了NHK书签的1987年印象女孩。同时，在连续剧《少女疑云》中正式出演。这部电视剧也就是她实质上的演员出道作。
此后，她出演了柏青哥广告，被看到广告的录音公司的负责人发掘，于1988年（昭和63年）5月21日经由For Life Record的筒美京平制作人推荐，以《FRIENDSHIP》作为偶像歌手出道。
作为歌手，她发行了11张单曲、5张专辑。虽然被打造成“招牌杏里”，但却没有大热曲目。同期出道的歌手中，有wink、西田光等人。当时，与在日本电台节目《关根勤的TOKYO 大热门》中同期出道的助手仲村知夏关系亲密。
第4张单曲《夏日又至…》是曾给欧阳菲菲的《逝去的爱》写歌的伊藤薫所作的曲。而最后一张专辑《心声》是自己负责制作的。另外藤原浩等也担任过她的制作人。
1989年（平成元年），借由出演电视连续剧《恋爱总动员！》（富士电视台）的机会，演出了多部电视连续剧。直到1990年代前半段，她的活动都是以演员作为中心，同时也担任综艺节目的主持人以及歌手。
1997年（平成9年）宣布怀孕以及结婚，同年年末参与了电视剧《'98新春特别剧 厨艺小天王》（朝日电视台）的拍摄，并作为正式嘉宾参加了综艺节目《国王的早午餐》（TBS）后，在次年也即1998年（平成10年）3月末停止了艺人活动（产假）。
生下了女儿后，田中律子在同年再次出演电视剧。2007年（平成19年），在FILM FACTORY开始成为导演。此外，在电视连续剧《孩子们的事情》（TBS）中初次担任连续剧主角。

### 私生活
1990年代前半段，被报导与当时正处在人气巅峰期的足球运动员三浦知良热恋，然而证实是误报。1992年（平成4年）1月客串出演综艺节目《森田一义时间 笑笑也无妨!》（富士电视台）的《电话惊喜》，并且介绍了将参加下期节目的朋友是三浦知良，但是，其实三浦是同期节目的下一个嘉宾 。有这样一段小插曲。但是，她和三浦只是普通的异性朋友而已，三浦在1993年（平成5年）与一位商人的女儿，从国外归来的模特三浦梨沙子结婚了。
田中律子于1997年（平成9年）宣布已经怀孕4个月，并与孩子的父亲，摄影师杉本学结婚，次年产下女儿。
田中律子的爱好是水肺潜水，并拥有教练证书。同时还喜欢世田谷区“Castle”面包店的肉桂卷。这在媒体环节曾多次提到。
田中律子视力不佳，在工作时会佩戴隐形眼镜，而平时带普通眼镜。于2007年（平成19年）12月接受了“lasik”眼角膜激光手术。
2012年2月，结束了十五年的结婚生活。

## 出演作品

### 电视剧
- 少女疑云（1985年7月 - 9月朝日电视台）饰演 矢泽友惠
- 危险的少年（1987年 - 1988年东京电视台）
- 周二悬疑剧场《无名侦探系列5・杀意素描》（1989年 NTV电视台 / Staff Asbirds）
- 恋爱总动员（1989年10月 - 12月富士电视台） 饰演 真柴纯
- 看护中心（1991年1月～3月 TBS电视台） 饰演 柴田明美
- 世界奇妙物语“收集”（1991年2月21日富士电视台）饰演 前田京子
- 101次求婚（1991年7月 - 9月富士电视台）饰演 矢吹千惠
- 爱的竞走（1992年1月 - 3月日本电视台）饰演 藤冈珠美
- 二十岁的约定（1992年10月 - 12月富士电视台） 饰演 北条咲
- 湘南女子宿舍故事（1993年7月 - 9月朝日电视台） 饰演 西川真子
- 再会白鸟丽子（富士电视台版第2期）（1993年10月 - 11月富士电视台） 饰演 杜若绫女
- 抢钱女郎（1994年8月 - 9月 关西电视台） 饰演 藤原京香
- 半熟卵（1994年10月 - 12月富士电视台） 饰演 大场结花
- 厨艺小天王（1995年1月 - 3月朝日电视台） 饰演 相泽阳子
- 夏!百货店物語《真正的!女装卖场密话!! 》（1995年7月4日TBS电视台）
- 厨艺小天王II 京都篇（1996年1月 - 3月朝日电视台）饰演 相泽阳子
- 周一电视剧特别篇《舞伴连续杀人 席卷社交舞界的欲望和嫉妒》（1996年8月19日TBS）饰演 新庄勇子
- 厨艺小天王 新春剧特别篇'97 《伊桥悟从正月开始打起精神!!梦幻的著名饭店VS.料理达人 云雾温泉旅情篇！以美丽老板娘做赌注，与黑道进行料理对决!?》（1997年1月2日朝日电视台）饰演 相泽阳子
- 玻璃鞋（1997年4月 - 6月日本电视台）饰演 暮林百合子
- 心理医生凉子 《扔掉孩子的母亲》（1997年12月15日日本电视台） 饰演 清水麻美
- 厨艺小天王 新春剧特别篇'98《那个伊桥悟又回来了!梦幻的著名饭店VS.料理达人 雪之函館旅情篇!!豪华正月料理对决 胜负的走向是…》（1998年1月2日朝日电视台）饰演 相泽阳子
- 颜（2003年4月 - 6月富士电视台）饰演 七尾友子
- 幸福的王子（2003年7月 - 9月日本电视台）饰演  町田洋子
- 周二悬疑剧场 轻井泽谜团4《女儿啊〜毒草与白骨尸体》（2003年8月5日日本电视台） 饰演 古泽胡桃
- 合租的女子（2005年1月 - 2月NHK） 饰演 小林加奈子
- 孩子们的事情（2007年7月 - 8月TBS电视台）饰演 小田真利
- 安藤奈津 （红豆甜甜圈）（2008年7月 - 9月TBS电视台）饰演 三津谷悦子
- 周一黄金 附近的侦探 五月野五月3《充满杀意的露营地》（2008年12月1日TBS） 饰演 真壁直子
- 经济实录电视剧 卢比肯的决断（2010年5月6日东京电视台）饰演 镰田由美子
- 天使的代理人（2010年10月15日 - 20日东海电视台）饰演 森本理沙
- 与你的眼瞳两厢情愿 (走在繁华街上是不能用的哦！24小时绝对不能笑SPY 24小时DVD收录）（2010年12月31日日本电视台）
- 周三悬疑9 眼力 警部补鬼岛弥一（2012年1月18日东京电视台）饰演 片桐贵子
- 发芽（2012年7月 - 9月日本电视台） 饰演 池之内纮子
- 好好!僵尸女孩〜东京电视台战记〜（2012年10月 - 12月东京电视台）饰演 川岛宏海
- 优品电视剧 深夜烘焙坊（2013年4月 - 6月NHK BS优品）饰演 三木淑惠
- 周五Prestige 黑色跑道3（2013年8月9日富士电视台）饰演 铃木香苗
- 兽医先生有事件啦 第7话（2014年8月14日读卖电视台）饰演 栗原渚

### 电影
- 在露营地见 （1995年）
- 7月7日晴 （1996年）
- 珊瑚护卫队 （2013年）
- NMB48 艺人! THE MOVIE 欢笑青春女孩!（2013年）
- NMB48 艺人!THE MOVIE 返场 毕业!欢笑青春女孩!!新的旅途（2014年）
- 鹰和鹫 （2014年）

### 综艺、信息节目等
- 歌之Big Fight!（东京电视台）
- 魔法头脑力量!!（日本电视台 第1集作为专家，之后中期作为准正式成员）
- 夜里也要努力。（日本电视台 1990年4月 - 1990年9月） 音乐访谈类节目
- 谜题恶作剧大王!（朝日电视台）
- 甜甜圈6（TBS电视台）
- MJ -MUSIC JOURNAL-（富士电视台）1992年10月 - 1994年3月
- 国王的早午餐（TBS电视台 1996年4月 - 1998年3月负责）节目继续
- 目撃!不良人员（朝日电视台）
- PAOPAO频道（朝日电视台）
- 开心的白天! （TBS电视台 2004年4月 - 9月）
- 行星宝贝（NHK BShi、2010年4月 - ） - 介绍者（与八岛智人、伊藤和枝一通，隔周负责）
- 奇跡之地球物语〜近未来创造科学（朝日电视台） - 旁白
  - 第38集《东京湾 〜珊瑚栖息之海〜》（2010年7月18日）
  - 第52集《冲绳 〜珊瑚栖息所语的地球未来〜》（2010年11月7日）
- 早起第一线（NHK综合）
- 抢占先机↑（NHK综合）
- 教教我・对身体的看法(TBS电视台)
- 乘坐地级巴士线路的旅途 东京～新泻350千米!旅途奇遇（东京电视台　2013年1月5日）
- 自然档案 我们的地球 神秘的水晶沙漠　大亚马逊河哺育的奇迹（BS朝日、2013年7月5日） - 介绍者

### Web网络剧
- 神儿游助打起精神谈恋爱 （NTTD DOCOMO手机播出、BeeTV）（2009年8月～）
- 离别之恋（NTTD DOCOMO手机TV“BeeTV”2010年10月1日 - / 毎周四更新 / 共12集）- 饰演 松田耀子

## 音像作品

### 单曲
（以下为For Love Record发行）
- FRIENDSHIP（1988年5月21日）出道曲 Olicon最高排名109位
- 追逐High Wind（1988年8月21日） Olicon最高排名129位
- 讨厌!（1988年11月21日） Olicon最高排名165位
- 夏日又至･･･（1989年3月21日） Olicon最高排名174位
- Wave'n Surf（1989年7月21日）
- 恋人们的幻影（1989年11月21日）
- Sunshine Woderland（1990年4月21日） Olicon最高排名164位
- Fried Frustration（1990年11月21日）
- alibi（1991年4月21日） Olicon最高排名158位
- 我懂你（1992年4月15日）
- 投身湛蓝夏日（1993年8月21日）Litz Co.（利兹公司）名义  Olicon最高排名93位 朝日电视台连续剧《湘南女子宿舍物語》主题歌

### 专辑
（以下为For Love Record发行）
- I think so（1988年） 出道专辑 筒美京平制作
- 时间&时机（1989年）
- 梦幻之岛（1990年）
- 二十来岁（1991年）
- 心声（1993年） 本人亲自制作

## 广告
- Alpen（1990年～1992年）
- 资生堂“修身外套” （1990年）
- 大塚饮料“SINVINO爪哇热红茶” （1991年）
- 龟田制果“大颗粒点心” （1991年）
- KIRIN“KIRIN柠檬” （1991年）
- 华纳兰伯特“薄荷糖” （1991年）
- 富士银行 （1992年）
- 邮政小包 （1993年）
- MINISTOP  （1995年）
- TU-KA cellular 东海 （1996年）
- 津村“沐浴液”
- LION“压线”
- 食其家（2010年）

## 书籍
- 在露营地见(1993年、山与溪谷社) ISBN 978-4635330169
- 穿着毛衣进行户外生活(1994年、雄鸡社) ISBN 978-4277111997
- 试着敲开海的门扉(1994年、扶桑社) ISBN 978-4594014780
- natural!―一本户外时尚书(1996年、地球丸) ISBN 978-4925020008
- 在青空下用餐!(1996年、地球丸)  ISBN 978-4925020015
- 害羞的水(2002年、文艺社) ISBN 978-4835541938
- 回头是夜，惊吓是暗(2005年、新风舍) ISBN 978-4797452914

### 写真集
- Marine Girl 夏日又至 田中律子写真集（1989年、近代映画社) ISBN 978-4764815759

### 摄影故事集
- sweet leaf（2001年、光进社) ISBN 978-4877610722